# 島根県道47号西郷布施線
島根県道47号西郷布施線（しまねけんどう47ごう さいごうふせせん）は、島根県隠岐郡隠岐の島町を通る県道（主要地方道）である。

## 概要
隠岐郡隠岐の島町港町から隠岐郡隠岐の島町布施に至る。

### 路線データ
- 起点：島根県隠岐郡隠岐の島町港町（国道485号交点）
- 終点：島根県隠岐郡隠岐の島町布施（国道485号交点）

## 歴史
- 1993年（平成5年）5月11日 - 建設省から、県道西郷布施線が西郷布施線として主要地方道に指定される[1]。

## 路線状況

### 道路施設

#### トンネル
- 日の出トンネル：延長128 m、1982年（昭和57年）竣工、隠岐郡隠岐の島町
- 久保呂隧道：延長74 m、1904年（明治37年）竣工、隠岐郡隠岐の島町
- 竜ヶ滝隧道：延長72 m、1909年（明治42年）竣工、隠岐郡隠岐の島町
- 新龍ヶ滝トンネル：延長165 m、1996年（平成8年）竣工、隠岐郡隠岐の島町
- 卯敷トンネル：延長405 m、2003年（平成15年）竣工隠岐郡隠岐の島町
- 黎明トンネル：延長410 m、2003年（平成15年）竣工、隠岐郡隠岐の島町
- 春日乃浦トンネル：延長178 m、2003年（平成15年）竣工、隠岐郡隠岐の島町

## 地理

### 通過する自治体
- 隠岐郡隠岐の島町

### 交差する道路
| 交差する道路            | 交差する場所 | 交差する場所 |
| ----------------------- | ------------ | ------------ |
| 国道485号               | 港町         | 起点         |
| 島根県道323号池田中町線 | 栄町         |              |
| 国道485号               | 布施         | 終点         |

### 沿線
- 隠岐の島町立西郷小学校
- 隠岐の島町立西郷中学校
- 島根県立隠岐水産高等学校
- 隠岐の島町役場 布施支所